# Hatenko Yugi
Hatenko Yugi (破天荒遊戯, Hatenkō Yūgi) é um mangá escrito por Minari Endoh. Já foram publicados 13 volumes até 25 de dezembro de 2007 no Japão. Uma adaptação para anime foi exibida no Japão entre 5 de janeiro de 2008 a 7 de março de 2008 e teve dez episódios exibidos pela KBS.

## Enredo
Uma garotinha chamada Rahzel é repentinamente mandada à explorar o mundo por seu pai. Ela está sozinha nessa viagem até encontrar Alzeid, um misterioso solitário em uma missão de vingança. No começo os dois não se davam muito bem, mas aos poucos, Alzeid abre seu coração para Rahzel.

## Personagens
Rahzel Anadis (ラゼル・アナディス, Razeru Anadisu)
Dublada por: Sanae Kobayashi
Rahzel, filha de Rahzenshia Roseラゼンシア・ローズ (Razenshia Rōzu), é uma garota de 14 anos que foi retirada de sua casa por seu pai a enviando para sair e ver o mundo, assim ela conhece Alzeid, que é a única pessoa que ela conhece à usar mágica, além dela mesma. Rahzel é muito vaidosa, enquanto Alzeid não liga para esse tipo de coisa. Ela é barulhenta, extrovertida, e muito otimista, possui um terrível senso de direção. Ela gosta do chá de seu pai, doces, e chiffon, entre outras coisas; ela não gosta de coisas tediosas e fumantes.
Alzeid (アルゼイド, Aruzeido)
Dublado por: Takahiro Sakurai
Alzeid é um rapaz albino de 24 anos que se juntou a Rahzel enquanto viaja buscando vigança pelo inimigo do seu pai, uma mulher que tem cabelos escuros e olhos azuis. Em sua juventude, seus amigos do exército costumavam trapaçear dele no Poker, o que acabava com ele vestido como uma garota nas mesas de espera. Quando estava escapando de Arcanea, ele foi forçado a pintar seu cabelo de preto e usar óculos como um disfarce. Ele gosta de cacau, pessego, doces (Ele geralmente coloca cinco torrões de açucar no chá) e dormir; ele não gosta manhãs, banhos, alarmes, cenouras e pimentas verdes. Ele costuma 'fazer beiço' quando as pessoas ignoram ele.
Baroqueheat (バロックヒート, Barokkuhiito)
Dublado por: Shinichirō Miki
Baroqueheat (28) é um amigo de Alzeid e Soresta do exército. Ele tem uma tatuagem de borboleta na mão direita, que se transforma em uma espada quanto ele precisa lutar. Para mexer com Alzeid, ele beija Rahzel, ele constantemente a assedia. Parece que essas ações são somente para irritar Alzeid, mas enquanto a história progride, seus sentimentos parecem mais como um amor profundo. Mais tarde, ele se junta aos outros dois. É revelado depois na série de manga que ele não é humano. Ele é o mais novo de quatro crianças (três garotos e uma garota). Ele gosta de mulheres, cigarros, álcool, comida do mar, banhos e não gosta de homens.